# آدامز (قرية - نيويورك)
آدامز (قرية)، نيويورك (بالإنجليزية: Adams (village), New York)‏ هي منطقة سكنية تقع في الولايات المتحدة في مقاطعة جيفيرسون. يقدر عدد سكانها بـ 1,776 نسمة ومساحتها 4.0 كم2 وترتفع عن سطح البحر 187 متر.

## التركيبة السكانية
حدّد مكتب تعداد الولايات المتحدة بيانات التركيبة السكانية لآدامز في تعداد الولايات المتحدة. في ما يلي، التركيبة السكانية حسب تعدادي 2000 و2010.

### تعداد عام 2000
بلغ عدد سكان آدامز 1,624 نسمة بحسب تعداد عام 2000، وبلغ عدد الأسر 705 أسرة وعدد العائلات 426 عائلة مقيمة في القرية. في حين سجلت الكثافة السكانية 434.2 نسمة لكل كيلومتر مربع (1,124.6/ميل2). وبلغ عدد الوحدات السكنية 781 وحدة بمتوسط كثافة قدره 208.8 لكل كيلومتر مربع (540.8/ميل2).
وتوزع التركيب العرقي للقرية بنسبة 97.91% من البيض و0.74% من الأمريكيين الأفارقة و0.25% من الأمريكيين الأصليين و0.12% من الأمريكيين ذوي الأصول الآسيوية و0.18% من الأعراق الأخرى و0.80% من عرقين مختلطين أو أكثر و1.11% من الهسبانيون أو اللاتينيون من أي عرق.
بلغ عدد الأسر 705 أسرة كانت نسبة 32.2% منها لديها أطفال تحت سن الثامنة عشر تعيش معهم، وبلغت نسبة الأزواج القاطنين مع بعضهم البعض 45.4% من أصل المجموع الكلي للأسر، ونسبة 11.5% من الأسر كان لديها معيلات من الإناث دون وجود شريك، بينما كانت نسبة 3.5% من الأسر لديها معيلون من الذكور دون وجود شريكة وكانت نسبة 39.6% من غير العائلات. تألفت نسبة 33.3% من أصل جميع الأسر من عدة أفراد يعيشون في نفس المنزل ونسبة 17.7% كانت تتألف من شخص يعيش بمفرده يبلغ من العمر 65 عاماً أو أكثر. وبلغ متوسط حجم الأسرة المعيشية 2.30، أما متوسط حجم العائلات فبلغ 2.96.
بلغ العمر الوسطي للسكان 37.2 عاماً. وكانت نسبة 26.1% من القاطنين تحت سن الثامنة عشر، وكانت نسبة 7.1% بين الثامنة عشر والرابعة والعشرين عاماً، ونسبة 28.9% كانت واقعةً في الفئة العمرية ما بين الخامسة والعشرين والرابعة والأربعين عاماً، ونسبة 21.5% كانت ما بين الخامسة والأربعين والرابعة والستين، ونسبة 16.3% كانت ضمن فئة الخامسة والستين عاماً فما فوق. يوجد لكل 100 أنثى 87.8 ذكر، ويوجد لكل 100 أنثى في الثامنة عشر من عمرها فما فوق 81.9 ذكر.
بلغ متوسط دخل الأسرة في القرية 30,677 دولارًا، أما متوسط دخل العائلة فبلغ 41,667 دولارًا. وكان متوسط دخل الذكور 31,058 دولارًا مقابل 25,724 دولارًا للإناث. وسجل دخل الفرد الخاص بالقرية 18,452 دولارًا. وكانت نسبة 12.1% من العائلات ونسبة 15.3% من السكان تحت خط الفقر، وكان من هؤلاء نسبة 23.4% تحت سن الثامنة عشر ونسبة 12.2% في الخامسة والستين من العمر وما فوق.

### تعداد عام 2010
بلغ عدد سكان آدامز 1,775 نسمة بحسب تعداد عام 2010، وبلغ عدد الأسر 739 أسرة وعدد العائلات 463 عائلة مقيمة في القرية. في حين سجلت الكثافة السكانية 474.6 نسمة لكل كيلومتر مربع (1,229.2/ميل2). وبلغ عدد الوحدات السكنية 793 وحدة بمتوسط كثافة قدره 212 لكل كيلومتر مربع (549.1/ميل2).
وتوزع التركيب العرقي للقرية بنسبة 97.35% من البيض و0.73% من الأمريكيين الأفارقة و0.06% من الأمريكيين الأصليين و0.45% من الأمريكيين ذوي الأصول الآسيوية و0.17% من الأعراق الأخرى و1.24% من عرقين مختلطين أو أكثر و0.73% من الهسبانيون أو اللاتينيون من أي عرق.
بلغ عدد الأسر 739 أسرة كانت نسبة 35.5% منها لديها أطفال تحت سن الثامنة عشر تعيش معهم، وبلغت نسبة الأزواج القاطنين مع بعضهم البعض 44.1% من أصل المجموع الكلي للأسر، ونسبة 14.6% من الأسر كان لديها معيلات من الإناث دون وجود شريك، بينما كانت نسبة 3.9% من الأسر لديها معيلون من الذكور دون وجود شريكة وكانت نسبة 37.3% من غير العائلات. تألفت نسبة 31.8% من أصل جميع الأسر من عدة أفراد يعيشون في نفس المنزل ونسبة 16.5% كانت تتألف من شخص يعيش بمفرده يبلغ من العمر 65 عاماً أو أكثر. وبلغ متوسط حجم الأسرة المعيشية 2.40، أما متوسط حجم العائلات فبلغ 3.02.
بلغ العمر الوسطي للسكان 35.6 عاماً. وكانت نسبة 27.2% من القاطنين تحت سن الثامنة عشر، وكانت نسبة 8.6% بين الثامنة عشر والرابعة والعشرين عاماً، ونسبة 26.3% كانت واقعةً في الفئة العمرية ما بين الخامسة والعشرين والرابعة والأربعين عاماً، ونسبة 23.5% كانت ما بين الخامسة والأربعين والرابعة والستين، ونسبة 14.4% كانت ضمن فئة الخامسة والستين عاماً فما فوق. وتوزع التركيب الجنسي للسكان بنسبة 47% ذكور و53% إناث.